# Tillandsia jarmilae
Tillandsia jarmilae är en gräsväxtart som beskrevs av Josef Jakob Halda. Tillandsia jarmilae ingår i släktet Tillandsia och familjen Bromeliaceae. Inga underarter finns listade i Catalogue of Life.